# Singapore Cup 2001
Der Singapore Cup 2001 war die 4. Austragung des Fußball-Pokalwettbewerbs in Singapur. In dieser Saison nahmen insgesamt 12 Mannschaften teil. Titelverteidiger war Home United.

## Teilnehmer
| Gruppe A                                                           | Gruppe B                                                        | Gruppe C                                               | Gruppe D                                         |
| - Singapore Armed Forces FC - Gombak United - Woodlands Wellington | - Sembawang Rangers FC - Tanjong Pagar United - Clementi Khalsa | - Geylang United - Balestier Central - Tampines Rovers | - Home United - Jurong FC - Marine Castle United |

## Gruppenphase

### Gruppe A

#### Spiele
| Datum          |                      | Ergebnis |                           |
| -------------- | -------------------- | -------- | ------------------------- |
| 24. April 2001 | Gombak United        | 3:0      | Woodlands Wellington      |
| 26. Juni 2001  | Woodlands Wellington | 1:5      | Singapore Armed Forces FC |
| 31. Juli 2001  | Gombak United        | 4:1      | Gombak United             |

#### Tabelle
| Pl. | Verein                    | Sp. | S | U | N | Tore    | Diff. | Punkte |
| --- | ------------------------- | --- | - | - | - | ------- | ----- | ------ |
| 1.  | Singapore Armed Forces FC | 2   | 2 | 0 | 0 | 009:200 | +7    | 06     |
| 2.  | Gombak United             | 2   | 1 | 0 | 1 | 004:400 | ±0    | 03     |
| 3.  | Woodlands Wellington      | 2   | 0 | 0 | 2 | 001:800 | −7    | 0      |

### Gruppe B

#### Spiele
| Datum         |                      | Ergebnis |                      |
| ------------- | -------------------- | -------- | -------------------- |
| 29. Mai 2001  | Sembawang Rangers FC | 0:2      | Tanjong Pagar United |
| 28. Juni 2001 | Tanjong Pagar United | 1:1      | Clementi Khalsa      |
| 31. Juli 2001 | Clementi Khalsa      | 1:3      | Sembawang Rangers FC |

#### Tabelle
| Pl. | Verein               | Sp. | S | U | N | Tore    | Diff. | Punkte |
| --- | -------------------- | --- | - | - | - | ------- | ----- | ------ |
| 1.  | Tanjong Pagar United | 2   | 1 | 1 | 0 | 003:100 | +2    | 04     |
| 2.  | Sembawang Rangers FC | 2   | 1 | 0 | 1 | 003:300 | ±0    | 03     |
| 3.  | Clementi Khalsa      | 2   | 0 | 1 | 1 | 002:400 | −2    | 01     |

### Gruppe C

#### Spiele
| Datum          |                   | Ergebnis |                   |
| -------------- | ----------------- | -------- | ----------------- |
| 24. April 2001 | Tampines Rovers   | 1:1      | Balestier Central |
| 29. Mai 2001   | Geylang United    | 5:0      | Tampines Rovers   |
| 26. Juni 2001  | Balestier Central | 3:4      | Geylang United    |

#### Tabelle
| Pl. | Verein            | Sp. | S | U | N | Tore    | Diff. | Punkte |
| --- | ----------------- | --- | - | - | - | ------- | ----- | ------ |
| 1.  | Geylang United    | 2   | 2 | 0 | 0 | 009:300 | +6    | 06     |
| 2.  | Balestier Central | 2   | 0 | 1 | 1 | 004:500 | −1    | 01     |
| 3.  | Tampines Rovers   | 2   | 0 | 1 | 1 | 001:600 | −5    | 01     |

### Gruppe D

#### Spiele
| Datum          |                      | Ergebnis |                      |
| -------------- | -------------------- | -------- | -------------------- |
| 24. April 2001 | Home United          | 3:0      | Jurong FC            |
| 29. Mai 2001   | Marine Castle United | 0:6      | Home United          |
| 31. Juli 2001  | Jurong FC            | 2:4      | Marine Castle United |

#### Tabelle
| Pl. | Verein               | Sp. | S | U | N | Tore    | Diff. | Punkte |
| --- | -------------------- | --- | - | - | - | ------- | ----- | ------ |
| 1.  | Home United          | 2   | 2 | 0 | 0 | 009:000 | +9    | 06     |
| 2.  | Marine Castle United | 2   | 1 | 0 | 1 | 004:800 | −4    | 03     |
| 3.  | Jurong FC            | 2   | 0 | 0 | 2 | 002:700 | −5    | 0      |

## Halbfinale
| Datum                         |                           | Gesamt |                | Hinspiel | Rückspiel |
| ----------------------------- | ------------------------- | ------ | -------------- | -------- | --------- |
| 28. August/25. September 2001 | Singapore Armed Forces FC | 2:5    | Geylang United | 0:1      | 2:4       |
| 28. August/25. September 2001 | Tanjong Pagar United      | 1:2    | Home United    | 1:1      | 0:1       |

## Spiel um den 3. Platz
| Datum            |                           | Ergebnis        |                      |
| ---------------- | ------------------------- | --------------- | -------------------- |
| 4. November 2001 | Singapore Armed Forces FC | 0:0 3:1 (n. V.) | Tanjong Pagar United |

## Finale
| Datum            |                | Ergebnis |             |
| ---------------- | -------------- | -------- | ----------- |
| 13. Oktober 2002 | Geylang United | 0:8      | Home United |